# Ludvig Wierich Lewenhaupt

Vapensköld för ätten Leijonhufvud och Lewenhaupt

Ludvig Weirich Lewenhaupt, greve till Raseborg och Falkenstein, friherre Reipoltzkirchen, Vinberg och Käggleholm, herre till Charlottenborg, Kasimirsborg, Johannesberg, Boserup och Gimma, född 25 augusti 1622 på Hästholm i Västra Tollstads socken, död 16 april 1668 på Charlottenborgs slott, var en svensk militär.

## Biografi
Lewenhaupt blev 1635 student vid Uppsala universitet och 1639 vid Universitetet i Leiden. Han blev ryttmästare och chef för fältmarskalk Gustaf Horns livkompani till häst 1645, överstelöjtnant vid Nylands och Tavastehus läns kavalleriregemente senare samma år. 1648 blev han överste och chef för Östgöta kavalleriregemente. Han blev fången 1656 vid Warszawas kapitulation. Han frigavs året därpå. Lewenhaupt blev därefter generalmajor för kavalleriet 1659, general av kavalleriet 1664, riksråd 1666 och krigsråd 1667.
Något år efter 1650 fick han några gårdar i västra Östergötland i förläning, vilka han sammanslog och uppförde en ny huvudbyggnad vid Motala ström, Charlottenborgs slott, döpt efter hans hustru Charlotte.

### Familj
Lewenhaupt gifte sig 12 mars 1650 på Neuenstein med Charlotta Susanna Maria zu Hohenlohe-Neuenstein un Gleichen (1626–1666). Hon var dotter till ståthållaren Krafft zu Hohenlohe-Neuenstein ung Gleichen och Sofia zu Zweibrücken-Birkenfeld. De fick tillsammans barnen Sten Lewenhaupt (född 1651), Krafft Casimir Lewenhaupt (1652–1656), en dotter (född 1654), Hedvig Eleonora Lewenhaupt (1655–1656), hovfröken Eva Lewenhaupt (1657–1729) som var gift med landshövdingen Conrad Gyllenstierna, generalen Adam Ludwig Lewenhaupt (1659–1719), generallöjtnanten Gustaf Fredrik Lewenhaupt (död 1723) och generalmajoren Carl Julius Lewenhaupt (1664–1726).